# Artyom Shaloyan
Artyom Shaloyan (* 31. Juli 1976) ist ein armenisch-deutscher Gewichtheber.
Artyom Shaloyan wurde in Armenien geboren. Er ist verheiratet und Vater zweier Kinder. Shaloyan lebt in Altrip und startet für den AV 03 Speyer. Der Sportsoldat (Berufssoldat) der Sportförderkompanie in Bruchsal wird von Michael Vater und Bundestrainer Frank Mantek trainiert. Seit 1986 betreibt er Gewichtheben. 1995 gewann er bei den Europameisterschaften die Bronzemedaille. 2007 belegte er bei den Europameisterschaften Platz 16 im Reißen, 13 im Stoßen und 14 im Zweikampf. Die Weltmeisterschaften beendete Shaloyan in der Klasse bis 69 Kilogramm als 31. 2008 erreichte Shaloyan während der Olympiaqualifikation 305 Kilogramm und erreichte damit seine persönliche Bestleistung. Er verfehlte damit zwar die Olympianorm um drei Kilogramm, wurde aber dennoch für die Olympischen Spiele von Peking nominiert. Die Bestleistungen des Athleten sind 135 kg im Reißen, 170 kg im Stoßen und 305 kg im Zweikampf.